# كيدايني
كيدايني Kėdainiai (Lithuanian:) هي واحدة من أقدم المدن في ليتوانيا. تقع على مسافة 51 كيلومتر (32 ميل) شمال كاوناس على ضفاف نهر نيفيس. ذُكرت لأول مرة في 1372 Livonian Chronicle of Hermann de Wartberge، بلغ سكانها في 2020 حوالي 23667 نسمة. يعود تاريخ بلدتها القديمة إلى القرن السابع عشر.
المدينة هي المركز الإداري لبلدية منطقة Kėdainiai. المركز الجغرافي لجمهورية ليتوانيا في قرية قريبة من Ruoščiai، وتقع في Dotnuva.

## الأسماء
وقد عرفت المدينة بأسماء أخرى مثل: Kiejdany في البولندية، وكذلك Keidan (קיידאן) في اليديشية، وKedahnen في الألمانية. تشمل الأشكال البديلة الأخرى Kėdainiai كيدايني وكيدان وكيداني وكيدان وكيدامجزي («ي» / e /) وكيداني وكيدانيي (Kidan, Kaidan, Keidany, Keydan, Kiedamjzeÿ ("j" /e/), Kuidany, and Kidainiai).

## التاريخ

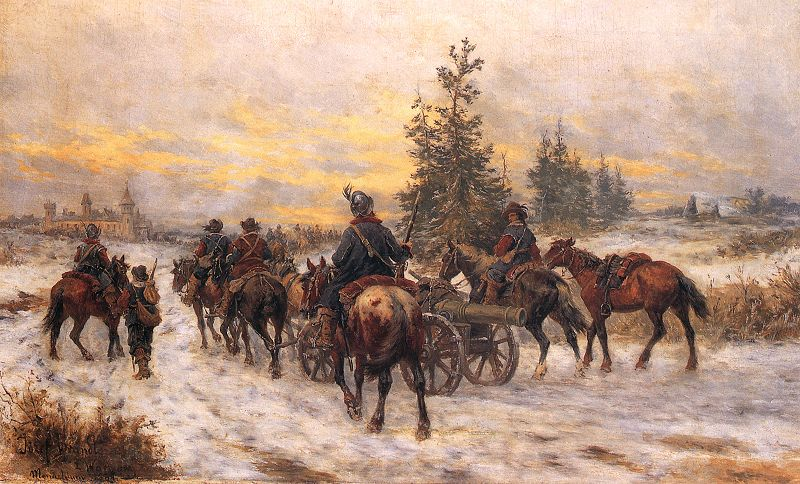
مسيرة السويديين في Kėdainiai

كانت المنطقة موقعًا لعدة معارك خلال "الطوفان"، وهي حرب في القرن السابع عشر بين الكومنولث البولندي الليتواني والسويد. في عام 1655، جرى توقيع معاهدة قصيرة العمر مع السويد، حيث وَقَّعَ عن اتحاد Kėdainiai عضوان من عائلة Radziwiłł في قلعة Kėdainiai الخاصة بهم. بينما بقي القليل من قلعة Radziwiłł، يضم سرداب الكنيسة الكالفينية (1631) ضريح العائلة، بما في ذلك مقابر Krzysztof Radziwi وابنه Janusz.
وصل البروتستانت الاسكتلنديون في أواخر القرنين السادس عشر والسابع عشر، بتشجيع من تحول آنا رادزيويل إلى البروتستانتية؛ كان للمجتمع تأثير كبير في المدينة واستمر حتى منتصف القرن التاسع عشر.

### الحرب العالمية الثانية
أثناء عملية بارباروسا، احتل الجيش الألماني Kdainiai في صيف عام 1941. في 28 أغسطس 1941، وذُكر عمليات قتل لليهود في Kėdainiai، تحت إشراف كتائب الشرطة الخاصة الألمانية، بمساعدة السكان الليتوانيين المحليين. كان عدد السكان اليهود قبل ذلك حوالي 3000.

### الفترة السوفيتية

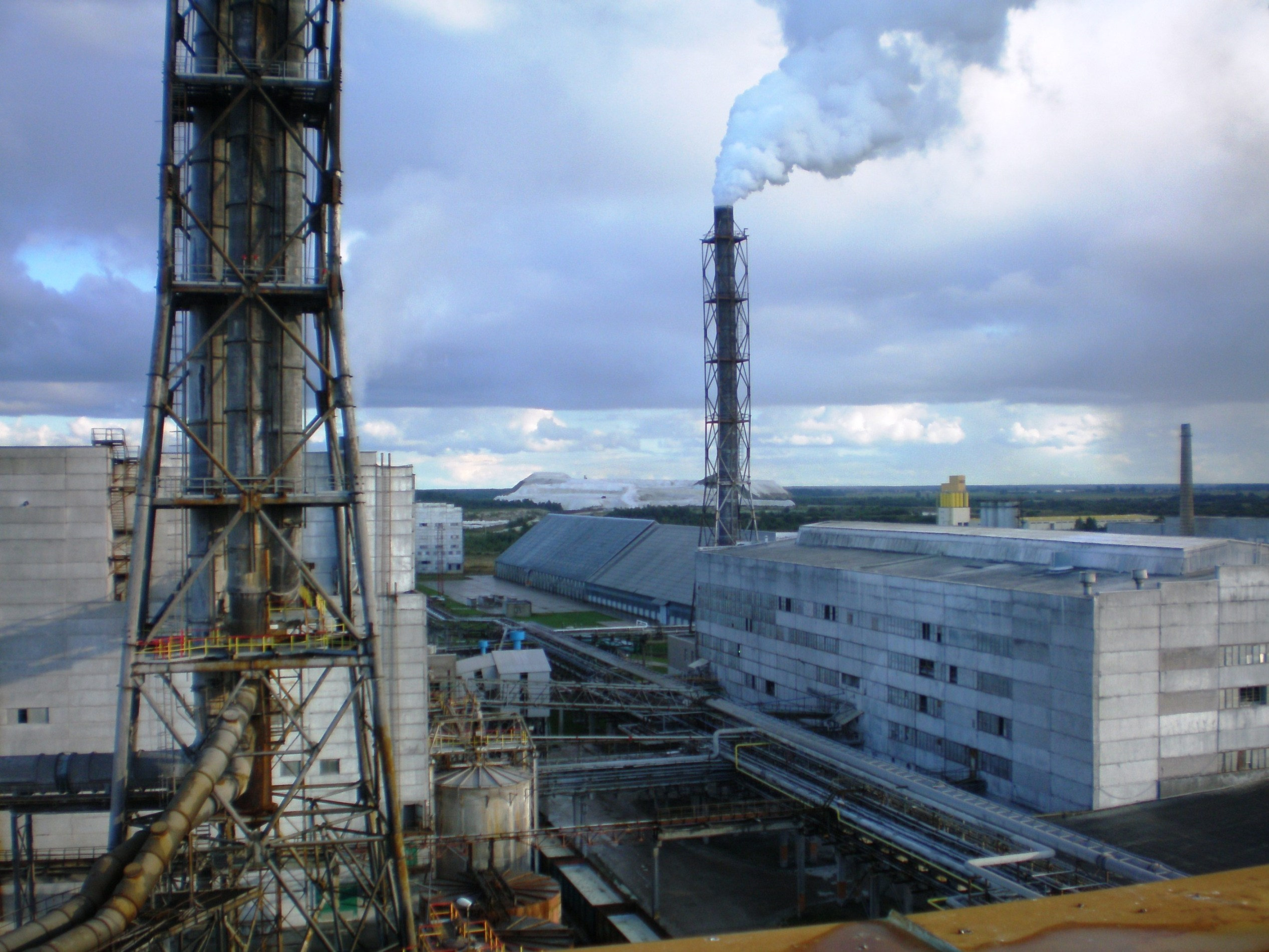
Kedainiai معمل كيميائي في ليفوسا

خلال الحرب الباردة، كانت موطنًا لقاعدة Kėdainiai الجوية، وهي منشأة نقل جوي عسكرية سوفييتية رئيسية.
ولسنوات عديدة، اشتهرت Kėdainiai بصناعاتها الكيماوية وتجهيز الأغذية. بدأ مصنع Kdainiai الكيميائي، في Lifosa عملياته في يناير 1963. تم الإعلان عنه باعتباره علامة فارقة في تصنيع ليتوانيا، وأنتج كميات كبيرة من حامض الكبريتيك وكان موضوع احتجاجات بيئية في الثمانينيات.

### ليتوانيا المستقلة
بعد سنوات من الركود، عادت المؤسسات القديمة إلى الحياة، وتم إنشاء مؤسسات جديدة، مما ساهم في تعزيز مكانتها كمعقل اقتصادي.

## وسائل النقل
يمكن الوصول إلى Kėdainiai من خلال طريق Via Baltica السريع من كاوناس وبانيفيزيس، وعن طريق السكك الحديدية من فيلنيوس وكلايبيدا وشياولياي. ويخدمها أيضًا مطار كاوناس الدولي، ثاني أكبر مطار في ليتوانيا، ويقع في موقع كارمولافا.

## الأنشطة الثقافية

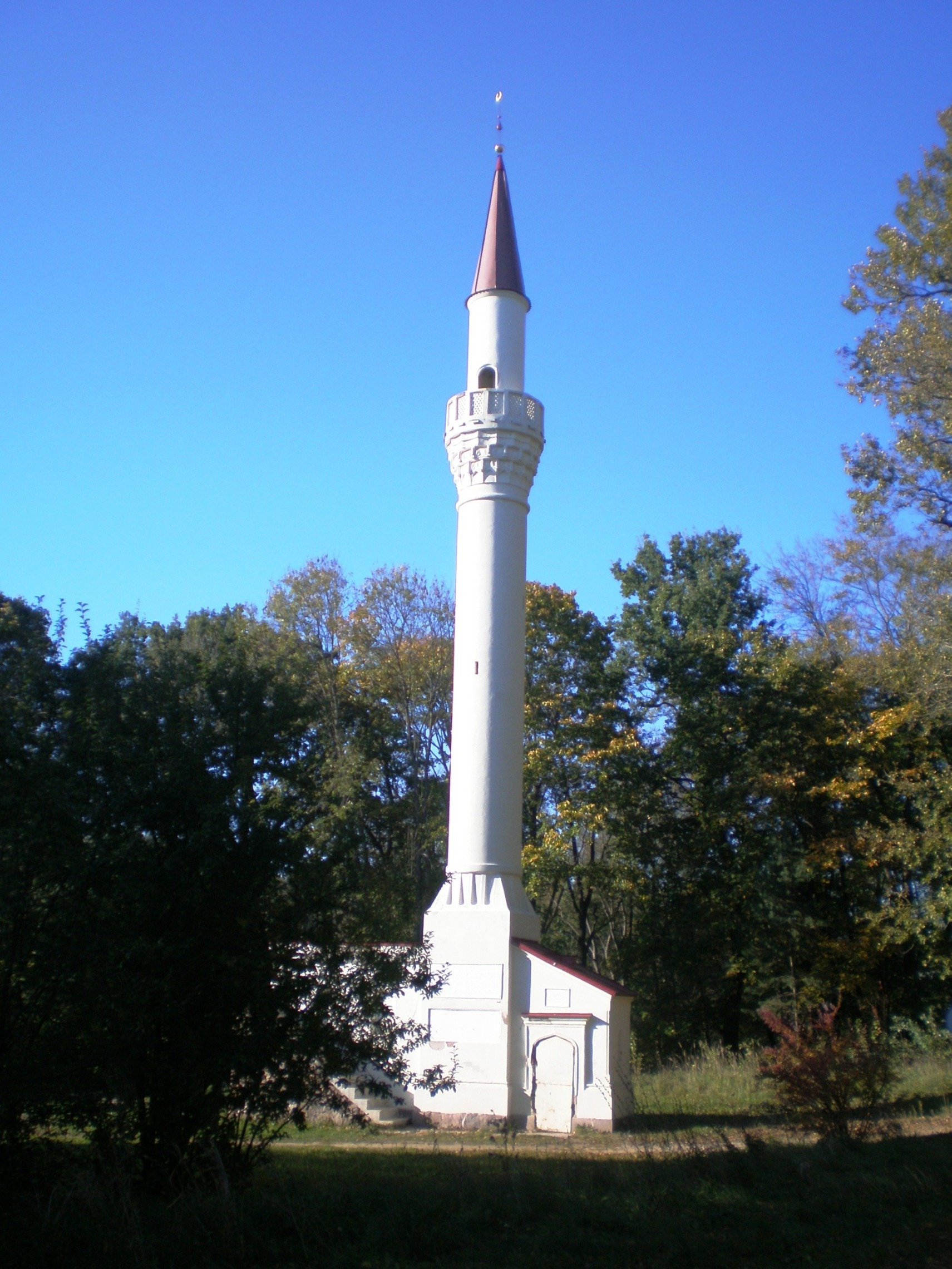
مئذنة Kdainiai

متحف كيدايني الإقليمي، الذي أنشئ في عام 1922، يدير الآن أربعة فروع: مركز متعدد الثقافات، وضريح الدوقات Radziwill، ومنزل Juozas Paukštelis، ومتحف المنحوتات الخشبية لـ V.Ulevičius.
نظرًا لأن المدينة تُعرف باسم عاصمة الخيار في ليتوانيا، فإنها ترعى مهرجان الخيار السنوي.
في عام 2013، قامت فرقة باستيل بتصوير فيديو موسيقي لأغنيتها " Things We Lost in the Fire " في المدينة.
يوجد أقلية بولندية صغيرة من 329 (0,61٪) تعيش في بلدية منطقة Kėdainiai، لكن 30 شخصًا فقط يشاركون في Stowarzyszenie Polaków Kiejdan (الجمعية Kėdainiai البولندية) لكبار السن؛ تشمل أنشطتهم الثقافية الاحتفالات العامة بيوم الاستقلال البولندي ويوم دستور الثالث من مايو، فضلاً عن تنظيم مهرجان للثقافة البولندية. توجد مدرسة للغة البولندية منذ 1994.

## التعليم
يوجد بالمدينة:
- كلية جونوشاس رادفيلا (Kėdaini Jonušo Radvilos studijų centras)
- صالة Kėdainiai Atžalynas للألعاب الرياضية
- صالة Kėdainiai Šviesioji للألعاب الرياضية

## الرياضة
يوجد بالمدينة نادي كرة السلة BC Nevėžis الذي يشارك في دوري كرة السلة الليتواني. ونادي كرة القدم FK Nevėžis، الذي سمي على اسم نهر قريب ويلعب في دوري الدرجة الثانية I Lyga. تشمل فرق كرة القدم الأخرى FK Lifosa وFK Nevėžis-2، وفريق Nevis الاحتياطي.

## رؤساء بلديات كيدايني
| صورة                     | الاسم                | مدة المنصب     | مدة المنصب     | حزب سياسي                                     |
| صورة                     | الاسم                | تولى منصبه     | ترك منصبه      | حزب سياسي                                     |
| ------------------------ | -------------------- | -------------- | -------------- | --------------------------------------------- |
| ليتوانيا المستقلة        |                      |                |                |                                               |
|                          | بيتراس باجوشكا       | 1990           | 1994           |                                               |
|                          | فيجيمانتاس كيسيليوس  | 1995           | 1997           | اتحاد الوطن                                   |
|                          | فيكتوراس مونتياناس   | 1997           | 2004           | حزب العمل                                     |
| ملف:Baltraitiene.jpg     | فيرجينيا بالتريتيين  | 12 نوفمبر 2004 | 12 ديسمبر 2005 | حزب العمل                                     |
| ملف:NaujokieneNijole.jpg | Nijolė Naujokienė    | 2005           | 2011           | حزب العمل                                     |
|                          | ريمانتاس ديليناس     | 2011           | 2015           | حزب العمل                                     |
|                          | Saulius Grinkevičius | 17 أبريل 2015  | 2019           | الحركة الليبرالية                             |
|                          | فالنتيناس تاموليس    | 17 مارس 2019   | حتى الآن       | فالنتينو تاموليو كوماندا - mūsų krašto sėkmei |

## مواطنون بارزون
- Jonušas Radvila (1612–1655) - نبيل ليتواني، قطب
- أنتاناس ماكفيزيوس، كاهن وزعيم انتفاضة عام 1863
- تشيسلاو ميتوش، كاتب بولندي، حائز على جائزة نوبل. ولد في قرية Šeteniai
- Mikalojus Daukša، كاتب ومترجم ليتواني
- مارتن (موشيه) كاجان، زعيم جماعة المقاومة المناهضة للنازية HaShomer HaTzair
- حزقيال كاتزينيلنبوجن، حاخام ومؤلف غزير الإنتاج
- أفروهوم إلياهو كابلان (1890-1924)، حاخام أرثوذكسي بارز.
- موشيه ليب ليلينبلوم، عالم وكاتب يهودي
- فيكتوراس مونتياناس، سياسي ليتوانيا، الرئيس السابق للبرلمان
- Juozas Paukštelis، مؤلف
- Juozas Urbšys، دبلوماسي ليتواني. ولد في قرية Šeteniai

## المدن التوأم - المدن الشقيقة
أقامت عدة مدن توأمة مع Kėdainiai وهي:
- Brodnica، بولندا
- Fălticeni، رومانيا
- كوتلا-يارفي، إستونيا
- لوبيز (بولندا)، بولندا
- ميليتوبول، أكرانيا
- روستوف، روسيا
- زومردا، ألمانيا
- Svalöv، السويد
- تلاوي، جورجيا
- فاوكافيسك، بيلاروسيا
- زيلينوغرادسك، روسيا

## معرض الصور

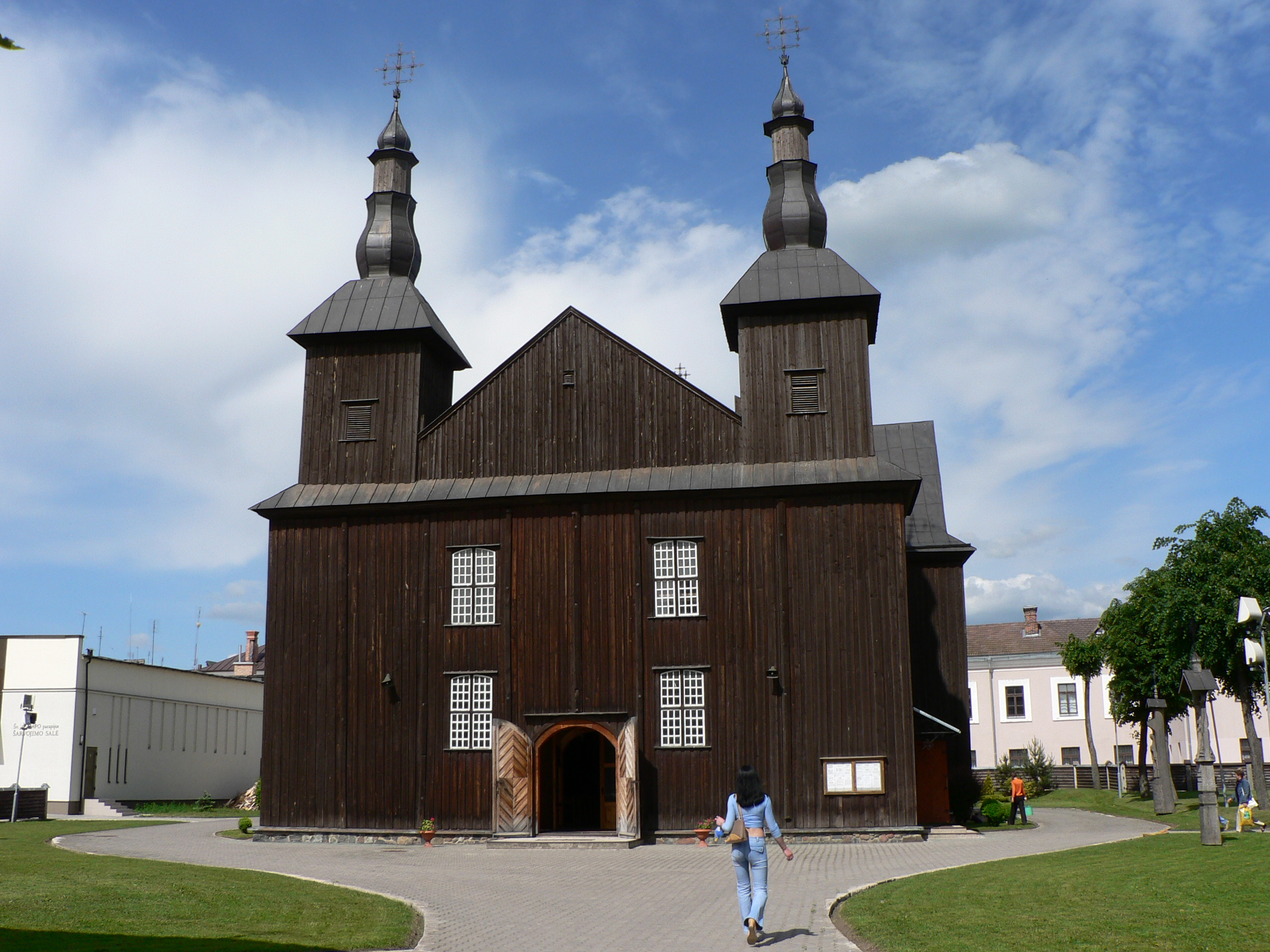
يوسف النجار رهبنة كرملية
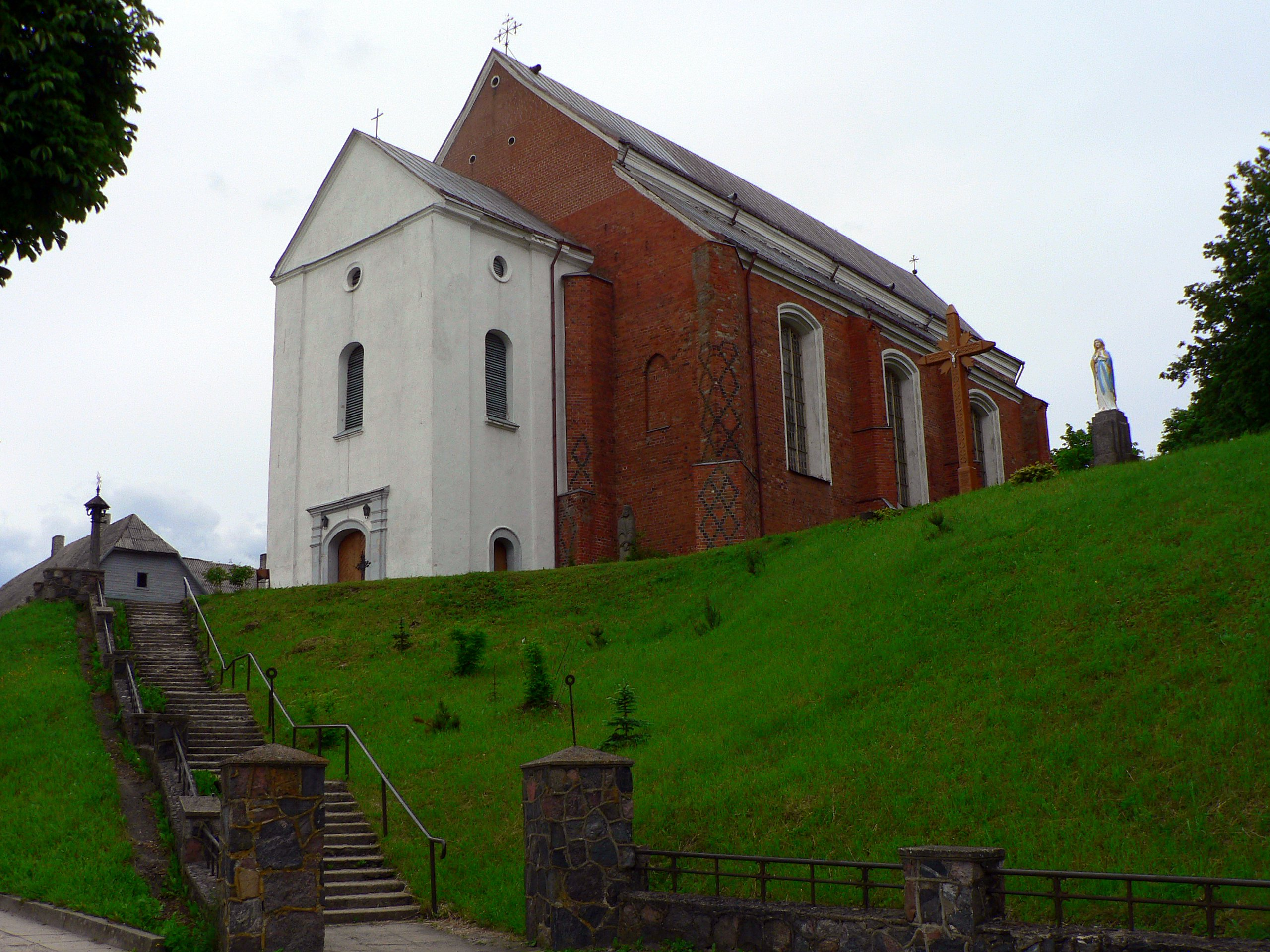
جرجس القرن الخامس عشر
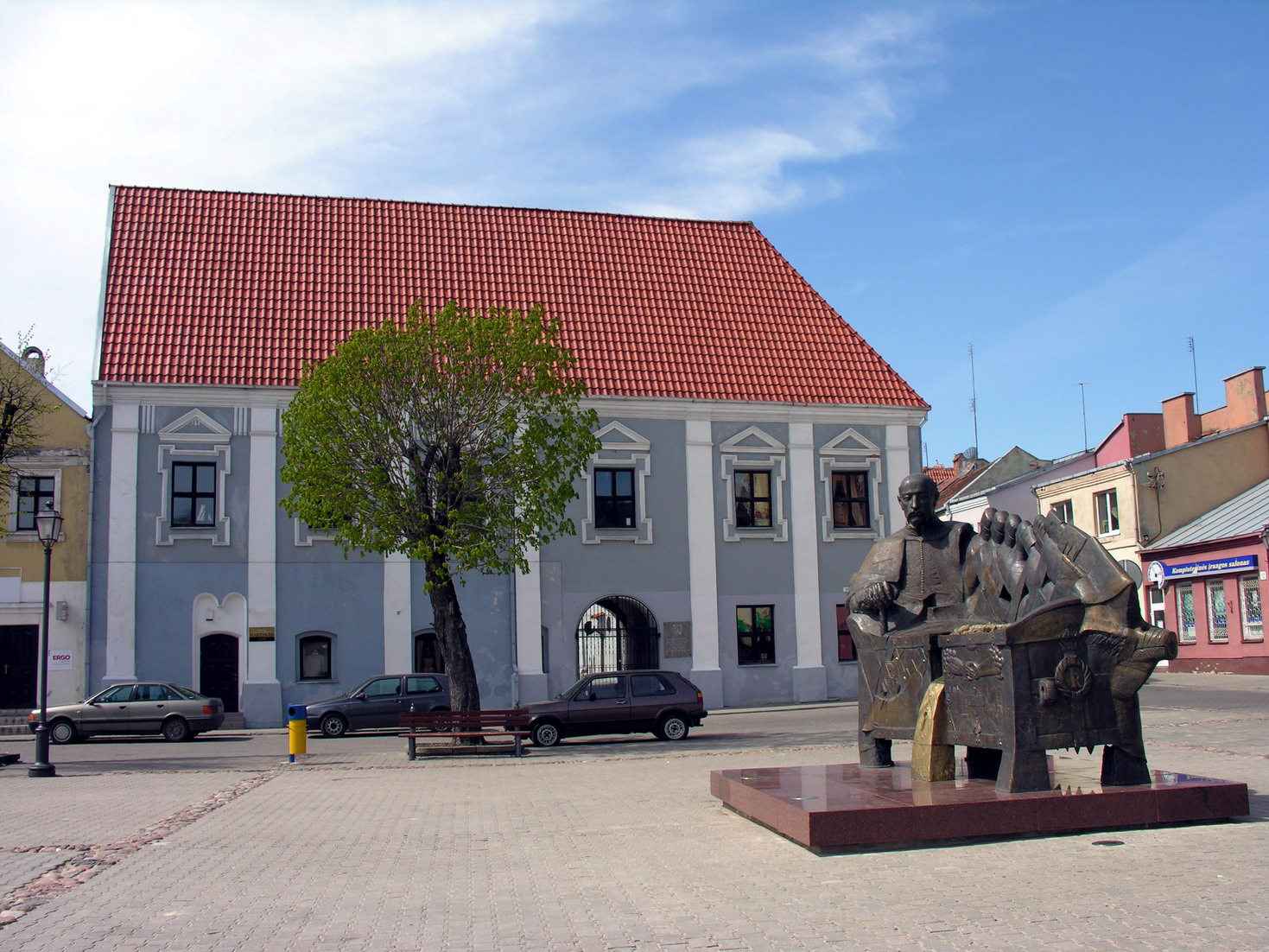
مجلس المدينة والنصب التذكاري ل Radziwiłł
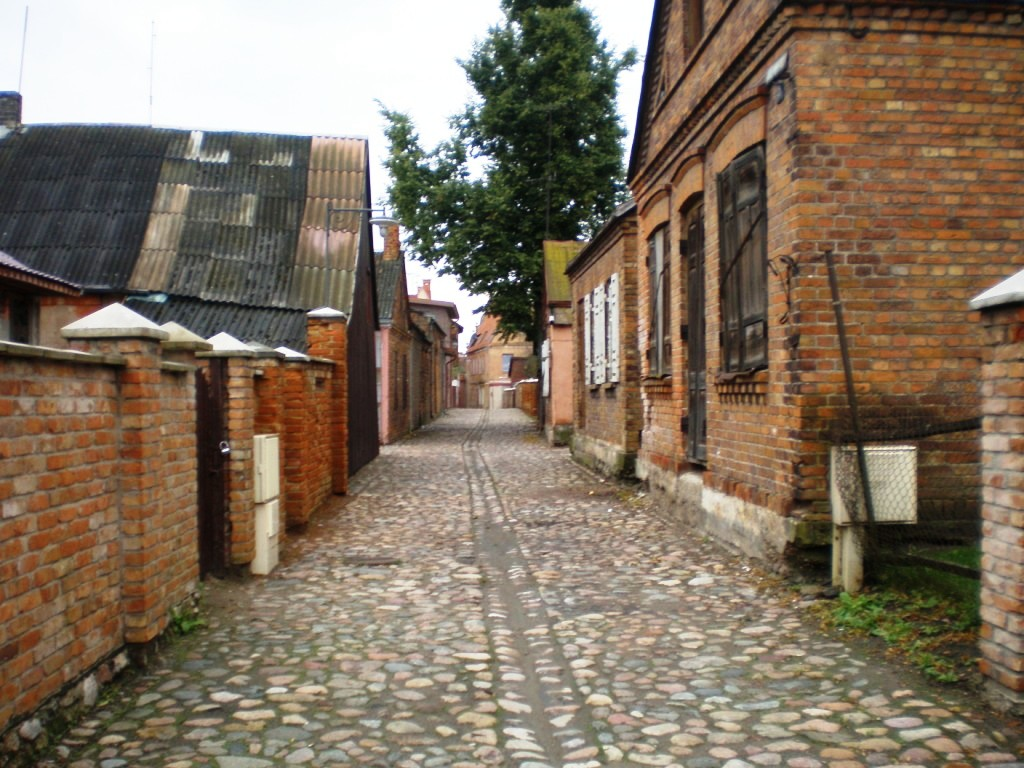
شارع كرانتو الثاني في البلدة القديمة
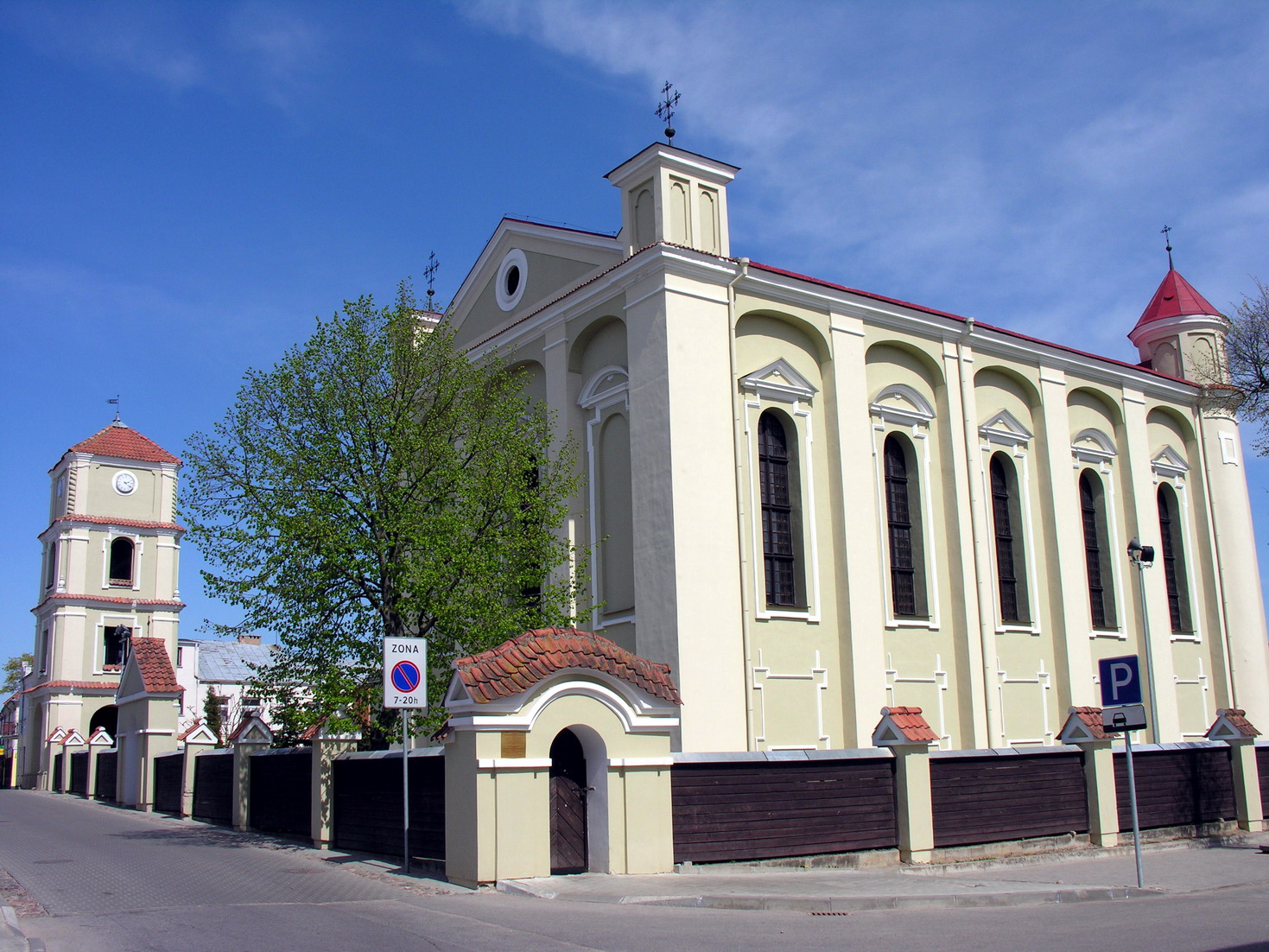
الكنيسة الإنجيلية
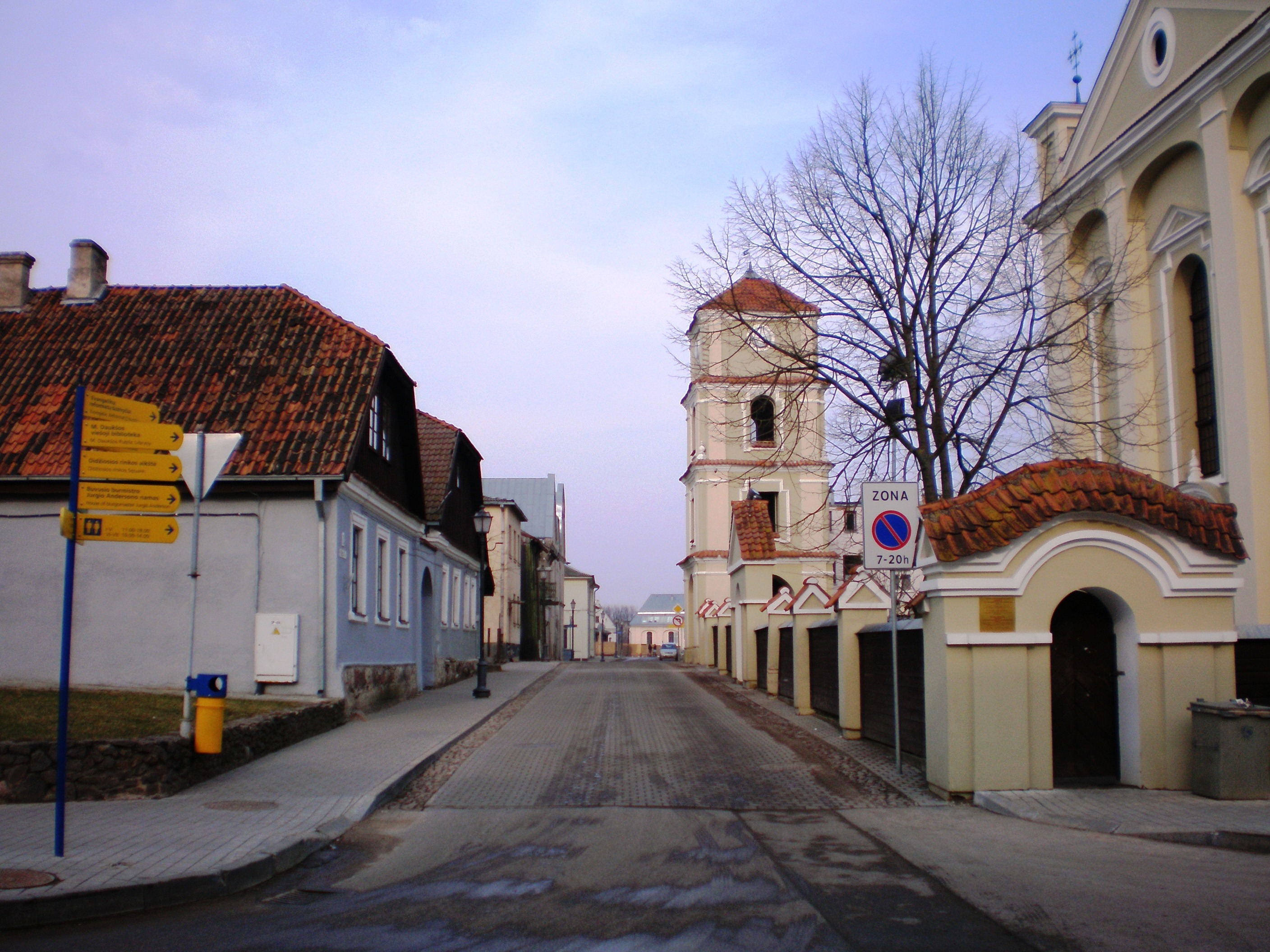
شارع سينوجي في البلدة القديمة
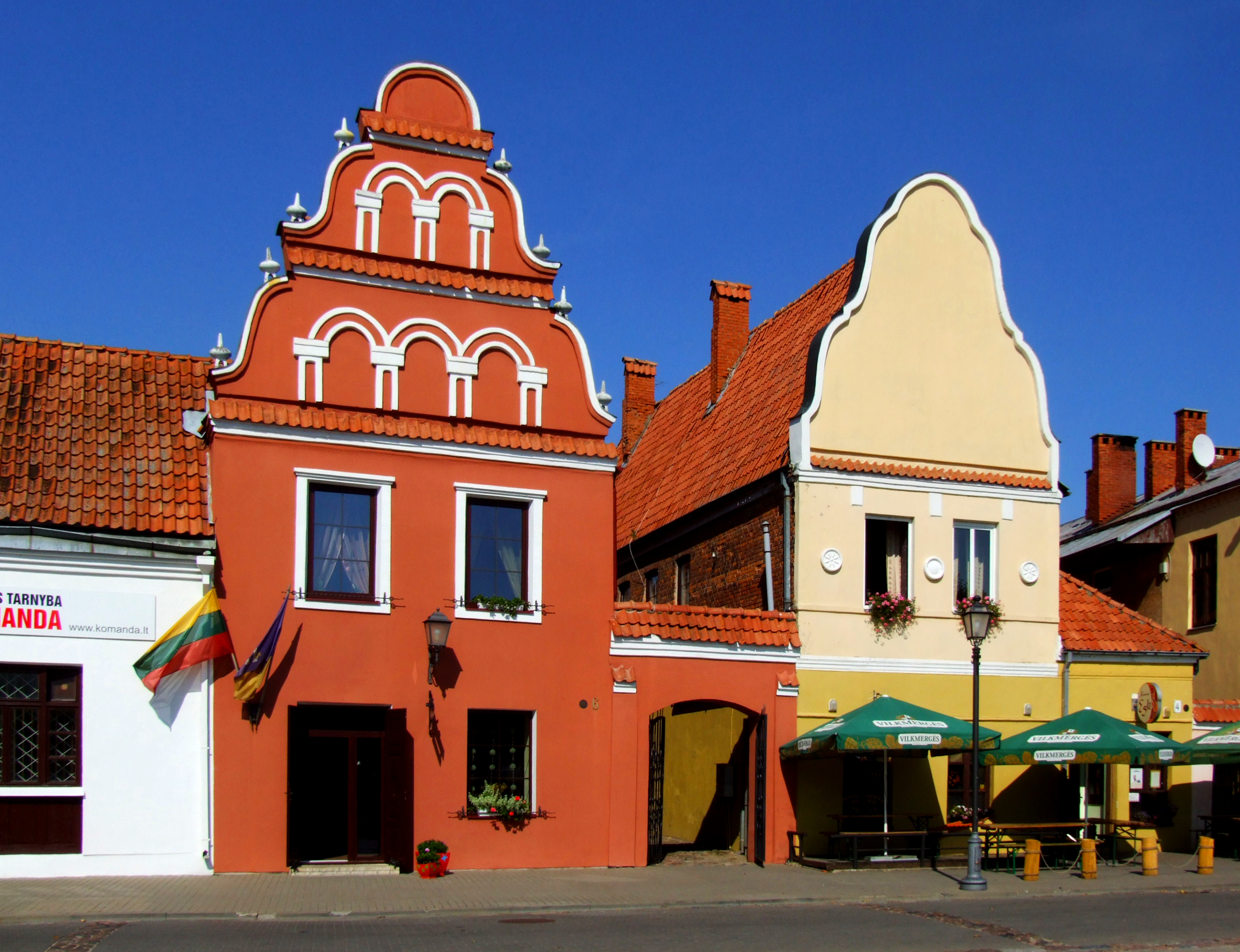
ساحة سوق Kdainiai
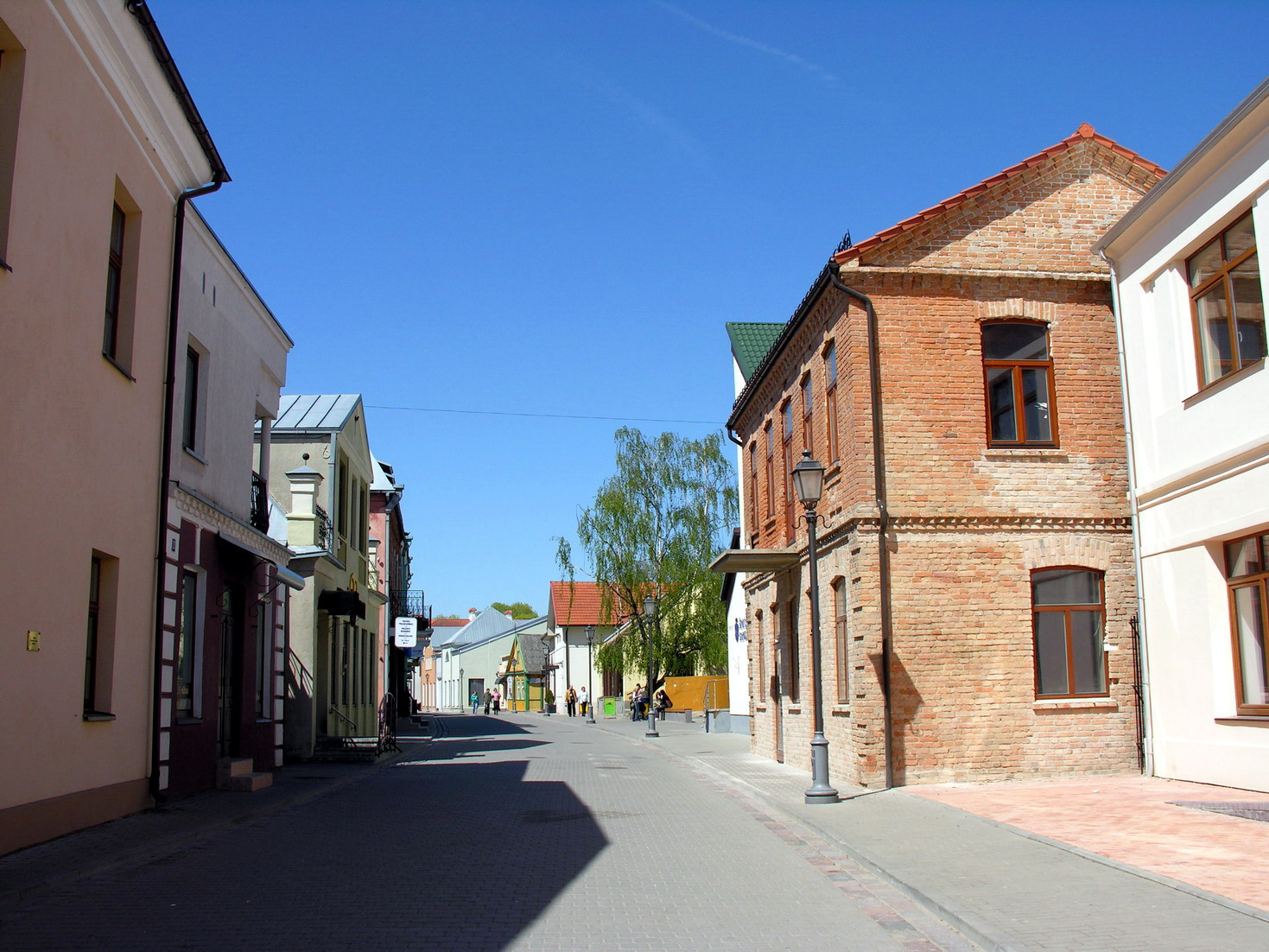
البلدة القديمة Kėdainiai
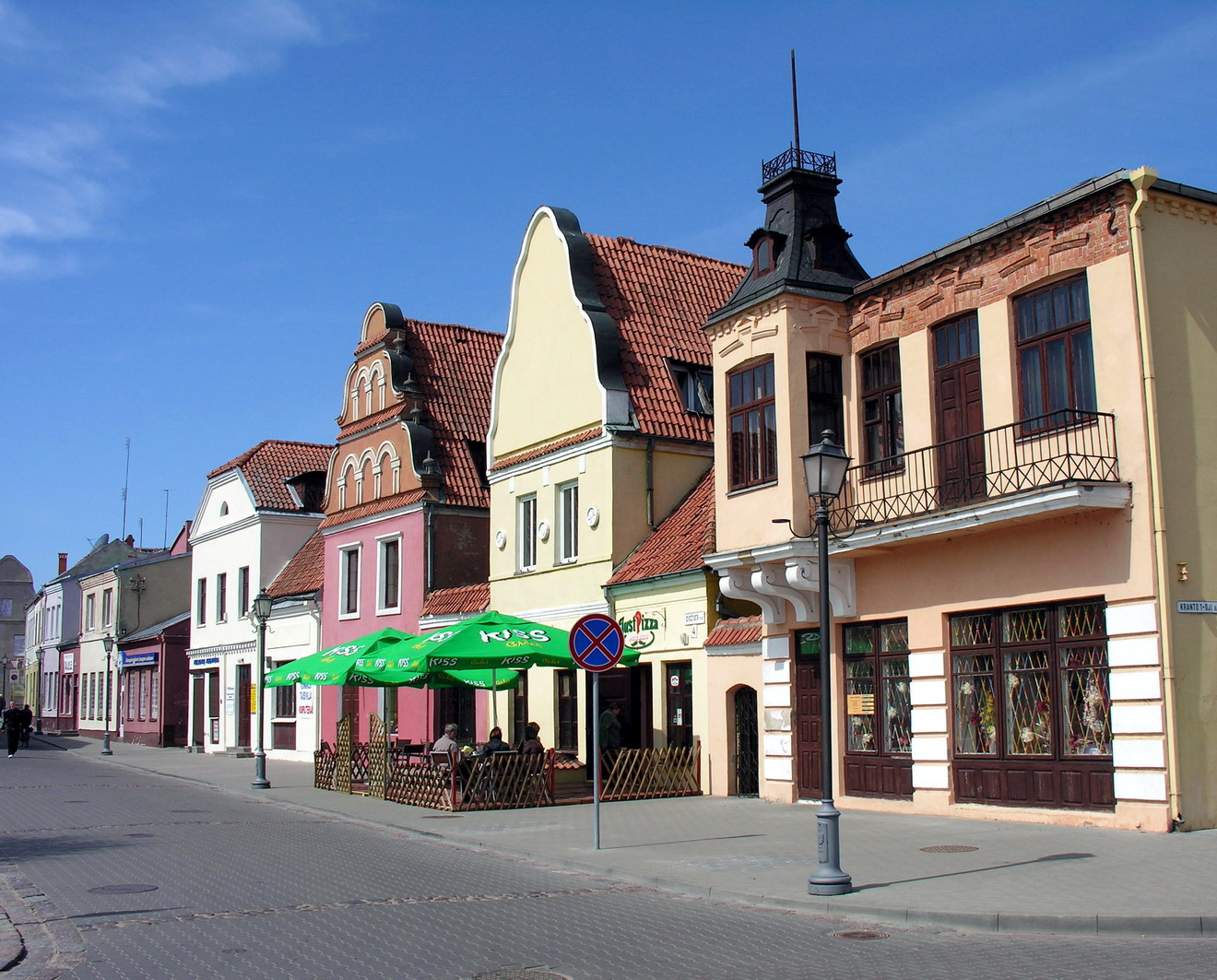
شارع Didioji
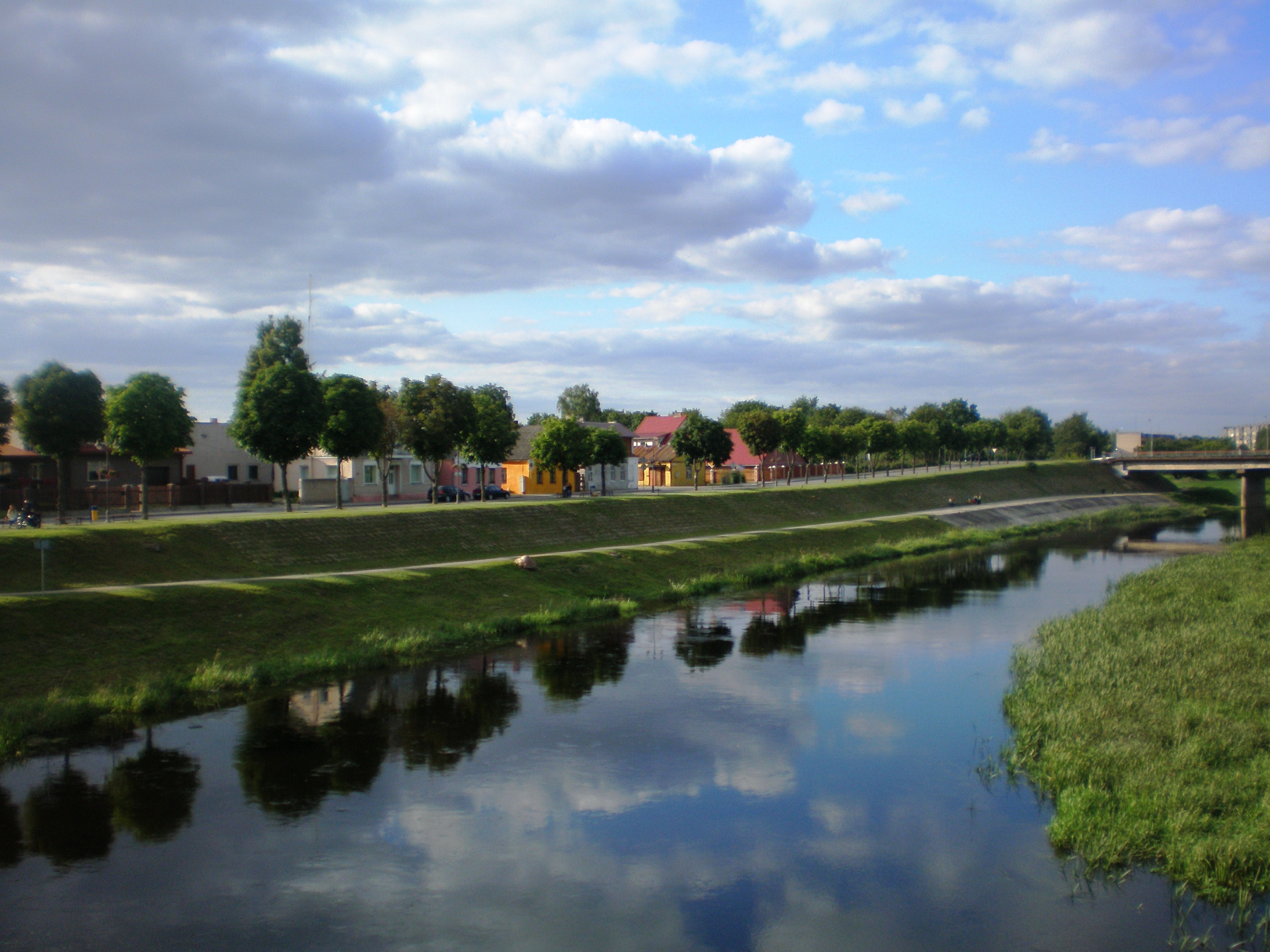
نهر نيفيس في وسط المدينة
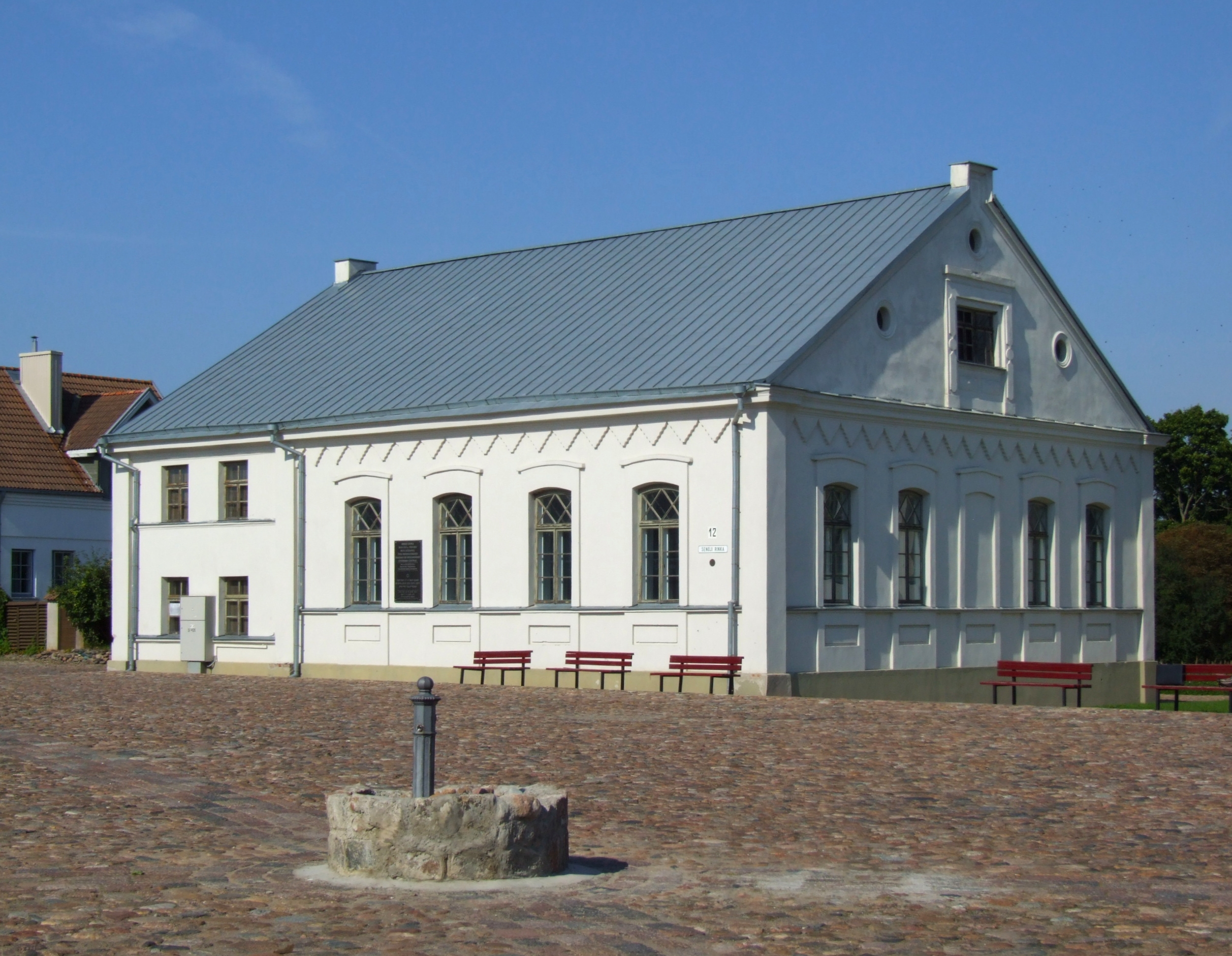
كنيس Kdainiai الجديد
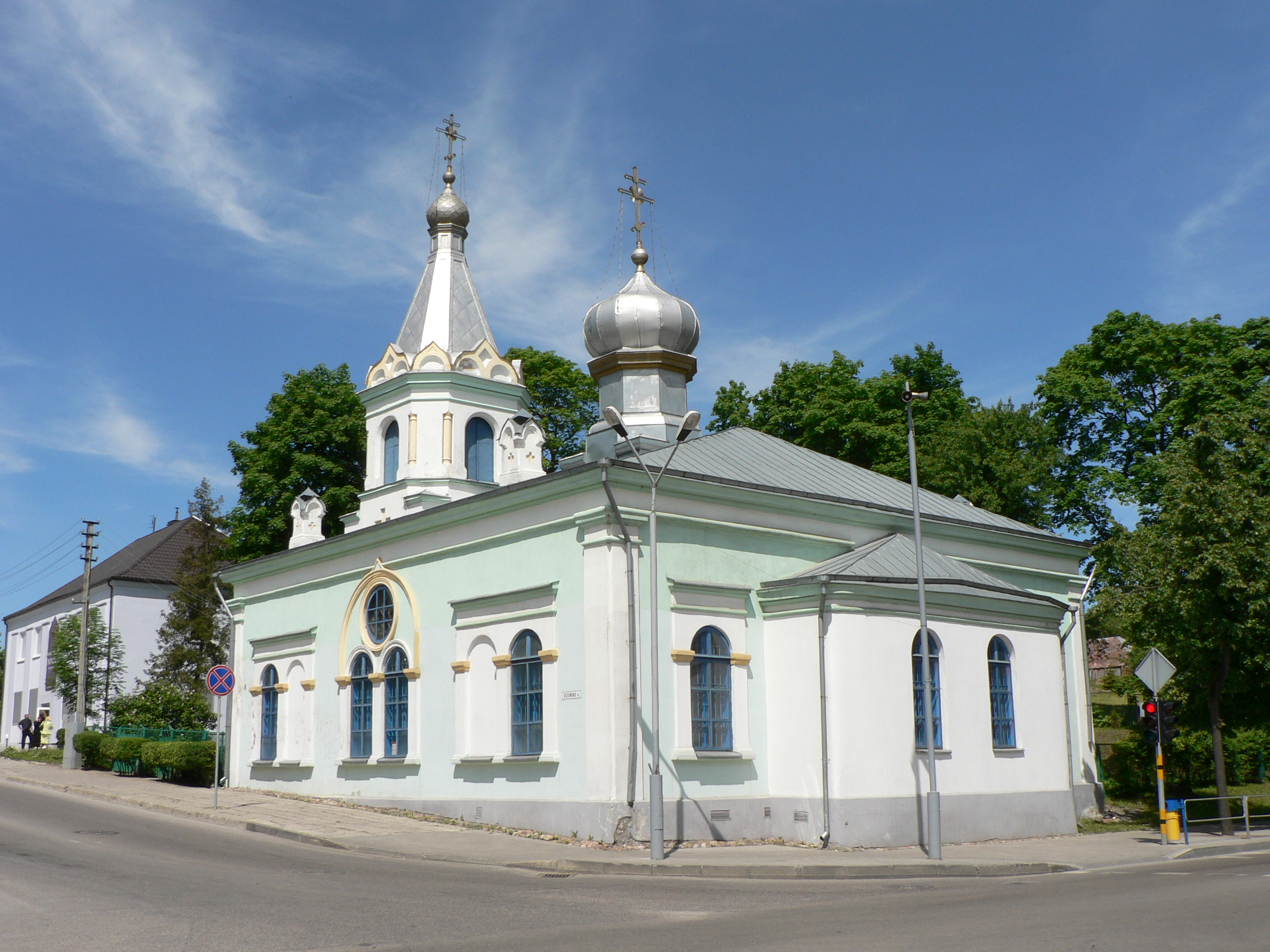
كنيسة التجلي المقدس  [لغات أخرى]‏